# Michael Emig
Michael Emig (* 23. September 1948 in Leipzig) ist ein deutscher Maler und Grafiker aus der Leipziger Schule.

## Künstlerischer Werdegang
Michael Emig machte zwischen 1963 und 1967 eine Ausbildung im Zeichnen bei dem Maler und Grafiker B. Grothe in Naumburg. Nach seinem Abitur im Jahr 1967 genoss er von 1969 bis 1971 eine Ausbildung als Lithograph bei „C.G.Röder“ in Leipzig. Ebenfalls von 1969 bis 1971 besuchte Emig die Abendakademie der Hochschule für Grafik und Buchkunst Leipzig.
Zwischen 1971 und 1976 studierte er an der Hochschule für Grafik und Buchkunst Leipzig bei Hans Mayer-Foreyt, Werner Tübke, Arno Rink und Rolf Kuhrt. Nach seinem Abschluss des Studiums mit dem Diplom im Jahr 1976, übersiedelte er nach Magdeburg, seit 2017 lebt er wieder in Leipzig. Seit dem Studienabschluss ist Michael Emig freiberuflich tätig.
Von 1992 bis 1995 hatte er einen Lehrauftrag an der Otto-von-Guericke-Universität Magdeburg. 1992 gehörte er zu den Gründern des Magdeburger Kunstvereins Freunde des Himmelreichs, und er leitete gemeinsam mit Dieter Ramdohr anfangs dessen Galerie Himmelreich. Zwischen 2001 und 2004 war Emig Dozent für Gestaltung im Handwerk an der Handwerkskammer Magdeburg.
Michael Emig war bis 1990 Mitglied im Verband Bildender Künstler der DDR und nun bei dessen nachfolgenden Verbänden: dem Verband Bildender Künstler Sachsen-Anhalt, dem Regionalverband Magdeburg sowie im Bundesverband Bildender Künstlerinnen und Künstler (BBK), dem Berufsverband Bildender Künstler Sachsen-Anhalt, im Bundesverband Bildender Künstler (BBK) und seit 2018 im BBK Leipzig e.V.

## Stil
Sein Stil entwickelte sich aus der neuen Sachlichkeit, die in den 1970er Jahren populär war. Heute ist sein Stil vom Grundsatz her realistisch mit Anklängen aus dem Fantastischen Realismus und Surrealismus.

## Werke (Auswahl)
- Am Anfang (Kupferstich; Kunstsammlung der Wismut GmbH, Chemnitz)[1]
- In Memoriam Maria Schwantes (1980, Öl auf Hartfaser; auf der IX. Kunstausstellung der DDR)
- XX. Jahrhundert Mittags / Der Stadtpark Rotehorn in Magdeburg (1999, Radierung, 18,5 × 22,5 cm)[2]

## Ausstellungen (unvollständig)

### Personal-Ausstellungen
Magdeburg, Halle, Erfurt, Naumburg, Staßfurt, Greifswald, Warnemünde, Gardelegen, Hannover, Bonn, Schladen u. a.

### Ausstellungsbeteiligungen
- Zentrale Ausstellungen in Tschechien, Polen, Russland,
- Regierungsbezirk Magdeburg, Bonn, Ludwigshafen, Hannover
- „ARTGESCHOSS 2014“ in Wolfenbüttel vom 2. Mai bis 22. Juni 2014

#### Teilnahme an zentralen oder regional wichtigen Ausstellungen in der DDR
- 1979 und 1984: Magdeburg, Bezirkskunstausstellungen
- 1978 und 1980: Frankfurt/Oder, Galerie Junge Kunst („Junge Künstler der DDR“)
- 1981: Dresden, Ausstellungszentrum am Fučík-Platz („25 Jahre NVA“)
- 1981: Magdeburg, Kulturhistorisches Museum („Maler stellen aus“)
- 1982/1983: Dresden, IX. Kunstausstellung der DDR
- 1985: Berlin, Nationalgalerie („Auf gemeinsamen Wegen“)
- 1986: Magdeburg, Kloster Unser Lieben Frauen („Grafik in den Kämpfen unserer Tage“)
- 1986/1987: Suhl („Das sicher sei, was uns lieb ist“. Ausstellung zum 40. Jahrestag der Gründung der Grenztruppen der DDR)
- 1987: Magdeburg, Kloster Unser Lieben Frauen („Handzeichnung und Plastik“)

## Werkstandorte
- Otto von Guericke-Zentrum / Lukasklause Magdeburg, Triptychon (mit R.Pötzsch)
- Trinitatiskirche Zerbst (Altarbild „Kreuzigung“)
- Städtische Museen Magdeburg
- Ingenieurbüro Magdeburg
- Krankenhaus Altstadt Magdeburg
- Fassadengestaltung Centrum Warenhaus Magdeburg (heute Karstadt), nicht erhalten
- Schwimmhalle Haldensleben (mit H. H. Richter)
- Wandbild im BBZ der Handwerkskammer Magdeburg (mit R. Pötzsch)
- Universität Magdeburg (Porträt des Rektors)
- Universität Rostock (Porträt des Rektors)
- Restaurierte Wand und -Deckenmalereien in der Hegelstraße 16, 28, 33, Gründerzeitvilla am Kaiser-Otto-Ring 3, Bürgelstraße 1, in Magdeburg, Gründerzeitvilla der Kreissparkasse Schönebeck in Schönebeck (mit R. Pötzsch)

- zahlreiche Arbeiten in Privatbesitz